# Selen Öztürk
Selen Öztürk (Izmir, 1980. július 23. –) török színésznő.

## Élete
Izmirben született 1980. július 23-án. Édesapja török, édesanyja ciprusi görög származású. 2004-ben, a Hacettepe Állami Konzervatóriumban diplomázott.

## Filmográfia

### Film
- Aşklan Ege'de Kaldı (2002)
- Kukla (rövidfilm) (2002)
- Sonsuz (Nurse Ayten) (2009)
- Çilek (Ceren) (2014)
- Çiçero (2019)
- Cep Herkülü: Naim Süleymanoğlu (2019)
- Kağıttan Hayatlar (2021)

### Sorozat
- Kara Yılan (Asiye) (2007)
- Bir Varmış Bir Yokmuş (Sema) (2008)
- Szulejmán (Gülfem Hatun) (2011–2014) (Magyar hang: Tóth Szilvia / Sipos Eszter Anna)
- Benim Adım Gültepe (Meziyet) (2014)
- Serçe Sarayı (Aliye) (2015)
- Hatırla Gönül (Figen) (2015)
- Payitaht: Abdülhamid (Seniha szultána) (2017–2019)
- Azize (Tuna Alpan) (2019)
- The Gift (Seher Altın) (2020)
- Çocukluk (Gülay) (2020)
- Misafir (Nazan) (2021)